# Durumhvede
Durumhvede (Triticum durum) eller hård hvede er en græsart, der dyrkes som korn. Durumhvede har et noget højere proteinindhold end almindelig hvede.

## Voksested
Durumhvede dyrkes især i landene ved Middelhavet, i Indien og i Nord- og Sydamerika.
Bornholm er et af de få steder i Danmark, hvor man kan dyrke durumhvede, fordi der her er flere solskinstimer end de fleste andre steder i Danmark.

## Anvendelse
Durumhvede står for ca. 5 % af verdens totale hvedeproduktion. Det anvendes frem for alt til pasta og den nordafrikanske ret couscous. Durumhvede giver gulere og hårdere al dente-pasta end almindelig hvede og er derfor bedst til pastaprodukter, men også brød af durumhvede forekommer blandt andet i Nordafrika.